# 安德里伊夫卡 (索洛布基夫齐市镇)
49°2′54″N 26°58′54″E / 49.04833°N 26.98167°E

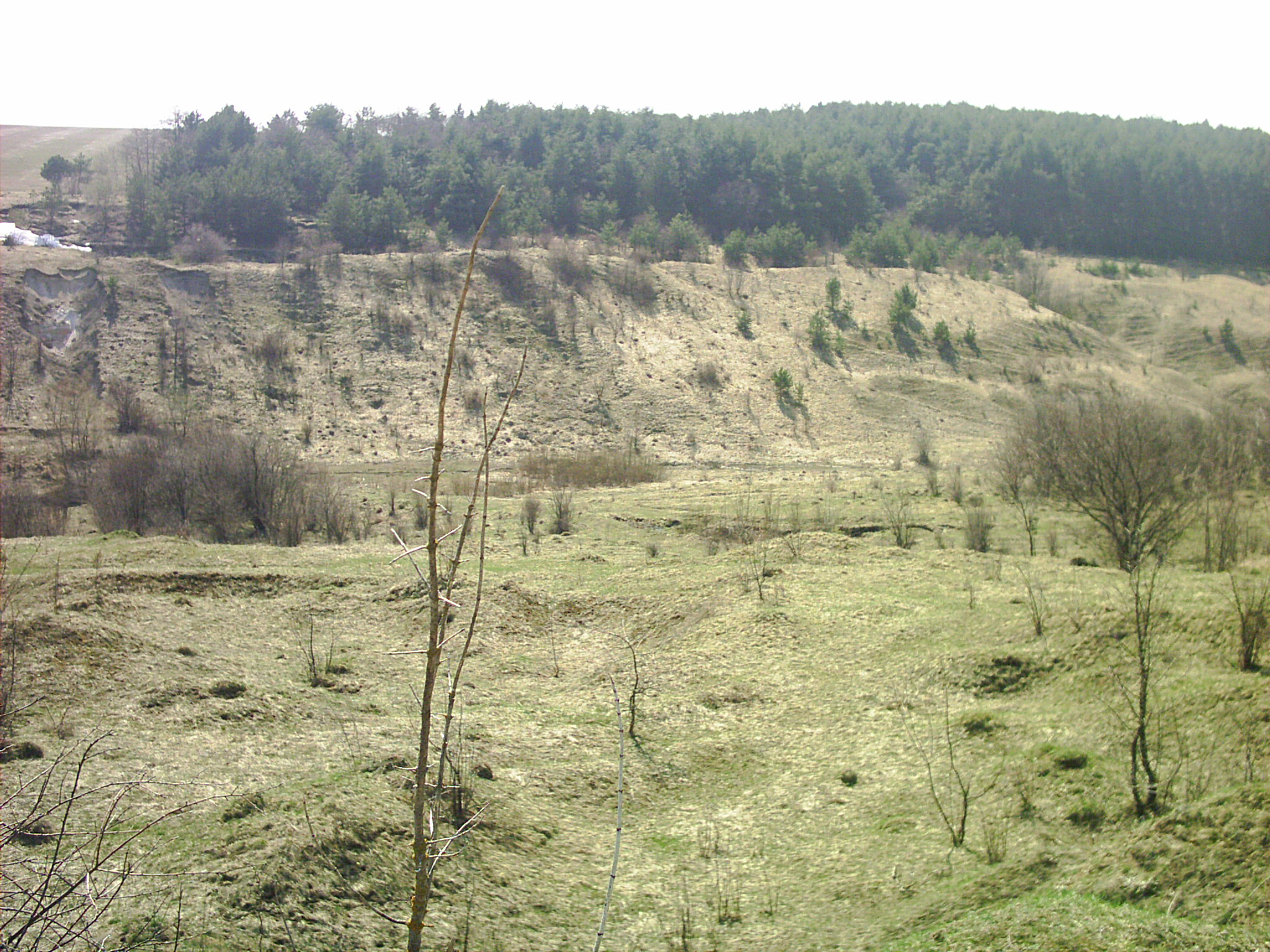
村后森林

安德里伊夫卡（烏克蘭語：Андріївка），是烏克蘭西部赫梅利尼茨基州赫梅利尼茨基區索洛布基夫齐市镇内的村落。始建於十五世紀，面積1平方公里，海拔高度256米，2001年人口92，人口密度每平方公里92人。